# گرملین اینتراکتیو
گرملین اینتراکتیو (انگلیسی: Gremlin Interactive) شرکت بازی ویدئویی بریتانیایی است، که در سال ۱۹۸۴ تأسیس شد.